# Cotoneaster melanocarpus
Cotoneaster melanocarpus är en rosväxtart som först beskrevs av Aleksandr Andrejevitj Bunge och som fick sitt nu gällande namn av John Claudius Loudon.
Cotoneaster melanocarpus ingår i släktet oxbär och familjen rosväxter. Utöver nominatformen finns också underarten Cotoneaster melanocarpus daghestanicus.

## Bildgalleri

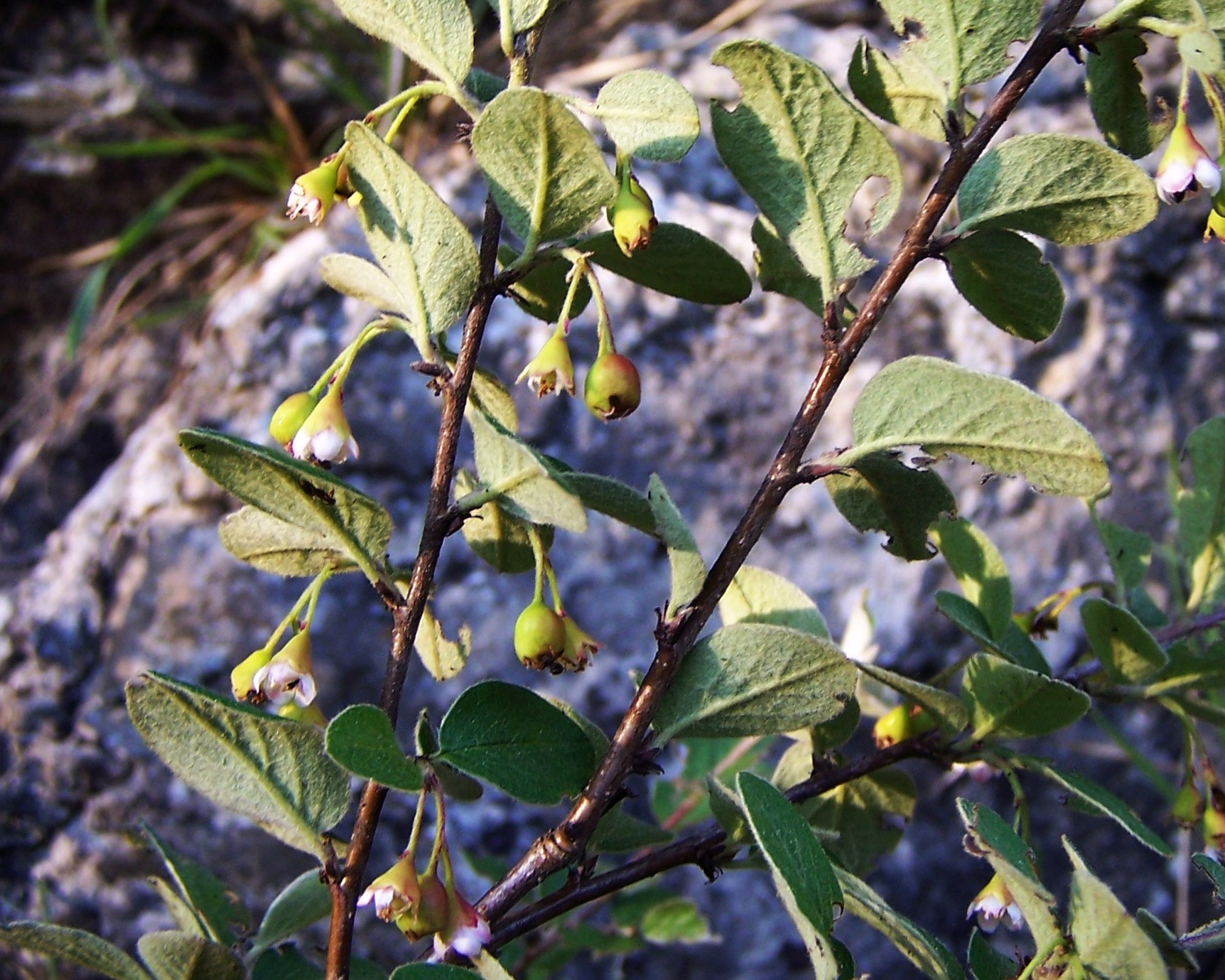
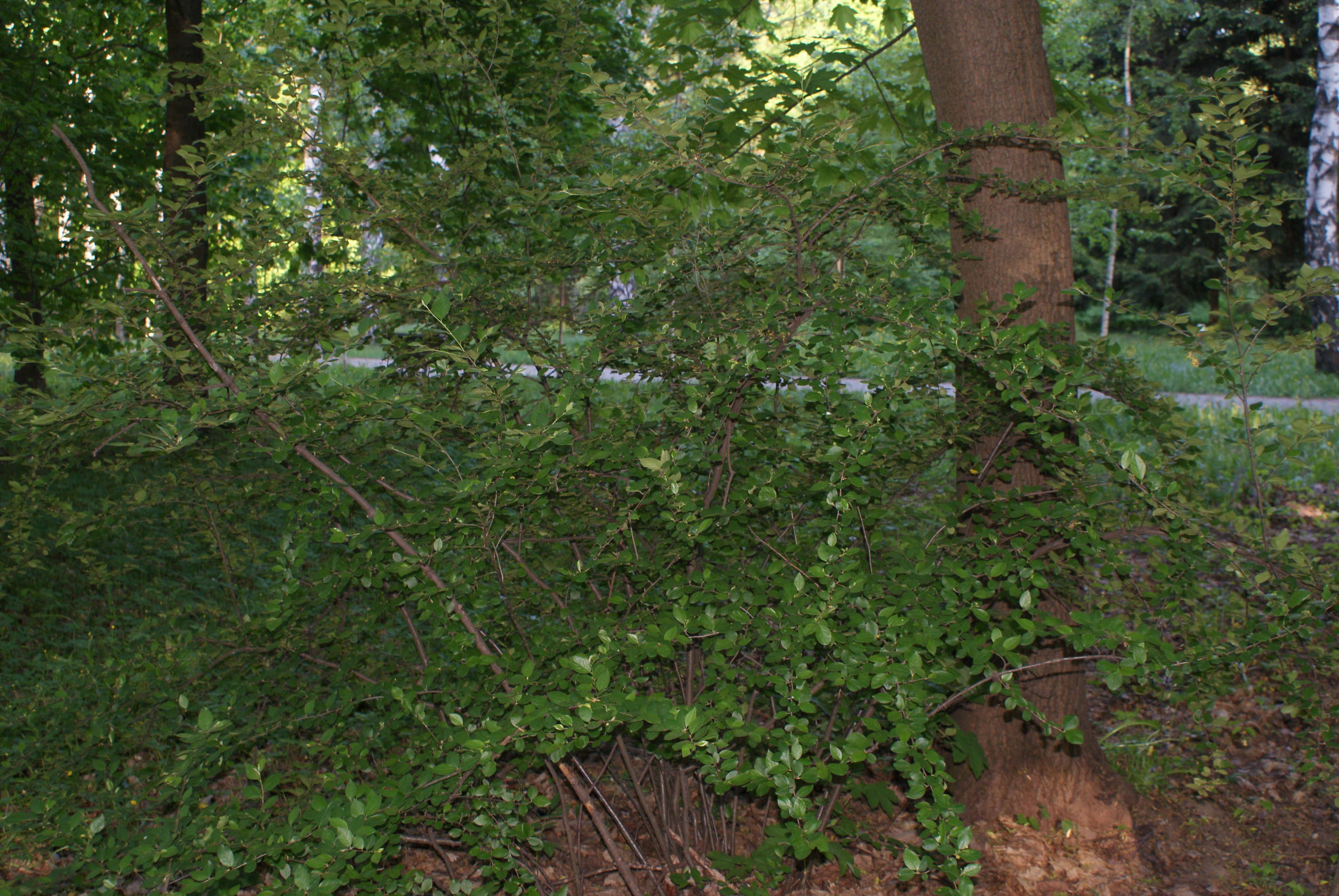